# Ариле
Ариле (возможно также написание Арилье; серб. Ариље, произносится [ǎriːʎɛ]) — населённый пункт городского типа в Сербии, в Златиборском округе, центр общины Ариле.

## Население
Численность населения 6 744 чел. (перепись 2002 года).
Этнический состав населения однородный: сербы — 98 %, цыгане — 1 %.
Численность совершеннолетних в городе — 5 084 чел, средний возраст населения — 35,2 года (мужчины — 34,3, женщины — 36,0). В городе имеется 2 161 домохозяйств, среднее число человек в которых — 3,12.
Во второй половине XX века наблюдается постоянный рост численности населения города.

## Интересные факты
Город наиболее известен церковью Святого Ахиллия, которую построил король Стефан Драгутин Неманич в 1296 году. Храм принадлежит к числу памятников рашской архитектурной школы. Хорошо сохранившийся ансамбль фресковых росписей также исполнен в конце XIII в. греческими мастерами. Иконографическая программа росписи обладает характерными особенностями, свойственными задужбинам представителей сербской правящей династии из рода Неманичей.
Муниципалитет Ариле находится в западной части Сербии в составе Златиборского округа на высоте 330—1382 м над уровнем моря. Он расположен между бассейнами рек Моравицы, Большого и Малого Рзава. По конфигурации рельефа он относится к холмисто-горным областям с узким поясом равнины вдоль реки Моравицы. По переписи населения 2002 года в муниципалитете Ариле проживало 19 784 человек.
Поселения на территории муниципалитета Ариле существовали ещё в палеолите, что доказывают археологические раскопки на берегах Большого Рзава. В I веке нашей эры эту территорию заняли римляне, о чём свидетельствует укрепление в селе Бреково и римская дорога от нынешней Иваницы в направлении к Пожеге в долине реки Моравицы. После крушения Римской империи это пространство не упоминается в письменных источниках вплоть до X века, когда появляются свидетельства о прибытии беженцев из Ларисы в Греции, которые на место нынешней церкви в Ариле привезли мощи святого Ахилия, греческого епископа и проповедника христианства, по которому Ариле, ранее Моравица, и получило своё название.
В 1219 году Савва Неманич провозгласил монастырь в Ариле центром Моравичской епископии. Первый кафедральный собор моравичских епископов разрушен в XIII веке, новый построил король Стефан Драгутин в 1283-86 гг. Собор был расписан в 1296 году, а фрески того периода частично сохранились. По своему стилю он относится к Рашской школе. По фасаду, оформленному в византийском стиле, технике кладки, в которой ряды камня перемежаются с рядами кирпича, по обработке стен, свойственной романской архитектуре, церковь Св. Ахилия является уникальным памятником XIII века на территории византийского мира. Кроме архитектурной ценности и исторического значения церковь выделяется как галерея драгоценных фресок, изображающих правителей династии Неманичей, их родственников и всех архиепископов с момента создания независимой Сербской церкви. В храме захоронен и младший сын Драгутина, принц Урошич. Фреска "Святой Архангел Гавриил", названная "Голубой" или "Арильский ангел", относится к избранным шедеврам древней сербской живописи. Церковь строилась в манере, характерной для центров епископии. Она стоит на возвышенности, из неё открывается вид на всю округу, а гармонией своего облика восхищает всех, кто её видит. Она имеет статус памятника культуры особого значения.
В городе существует много культурных и исторических подтверждений того, что он чистотой своих вод и воздуха издавна привлекал людей. На городской площади и сегодня выделяется дворец сердара Йована Мичича, руянского князя и сердара Ужицкой нахии, построенный в 1823 году. Даже сердар Мичич, мудрый политик своего времени, дипломат и бесстрашный герой не был застрахован от страсти сербских политиков владеть самыми привлекательными землями. Он построил в Ариле дом, потому что любил бывать здесь зимой.
К 1895 году относится Национальная библиотека, являющаяся сегодня современным культурно-информационным центром с галереей, кинотеатром и книжным фондом в 30 000 книг, среди которых и все издания самого известного сегодня уроженца Ариля, писателя Добрило Ненадича, по роману которого «Доротей» снят фильм. Национальная библиотека организует различные культурные мероприятия, в частности Майские дни культуры, Детский театральный фестиваль, Смотр самодеятельности Златиборского округа.
В муниципалитете Ариле много чистых водоемов и родников, а лесистые области относятся к числу самых чистых и благотворных в Сербии. Незагрязнённая окружающая среда создает исключительные условия для производства продуктов здорового питания. Стремительные горные речки и ручьи, которых много на территории муниципалитета, используются для водоснабжения и для разведения рыбы, а есть и такие, которые обладают энергетическим потенциалом. В каньоне реки Рзав находится Височка-Баня, вода источников, нагретая в глубоких слоях земли, выходя на поверхность, смешивается с речной водой и охлаждается. Источников такого типа нет больше нигде ни в Сербии, ни в бывших югославских республиках. Вода, нагретая до 27 °С, помогает при ревматизме, сердечных недомоганиях, нервных и глазных заболеваниях. По преданию, здесь, у теплого источника лечили свои раны сербские воины-герои с Косово Поля. На левом берегу Рзава находится Белушка потайница, карстовый источник, вода в котором течет с перерывами. Он находится под охраной государства. Неподалёку и пещера Зияча, из которой вытекает очень сильный источник, который приводит в движение водяные мельницы в этой части реки Рзав. Наиболее интересной, хотя и не до конца исследованной является Водная пещера в каньоне реки Раницы, у самого истока Рзава, которая недостаточно храбрым открывает лишь малую часть своей необузданной красоты. Невдалеке от неё Иосиф Панчич открыл эндемичный вид растения campanula secundiflora, то есть голубые колокольчики.
Являясь самым маленьким муниципалитетом в Златиборском округе, Ариле занимает третье место по уровню экономического развития. Бесспорный расцвет экономики является результатом глубоко укоренившегося частного предпринимательства. Основными отраслями хозяйства являются сельское хозяйство и переработка сельхозпродуктов, текстильная, деревообрабатывающая и металлообрабатывающая промышленность. Ариле знают в мире по производству малины и часто называют столицей этой душистой ягоды, в честь которой жители города воздвигли памятник. В муниципалитете Ариле сконцентрировано больше всего плантаций малины в мире — свыше 5000 малых фабрик под открытым небом производят ежегодно около 20 миллионов килограммов малины. Не менее известна и текстильная продукция со знаком качества «Арильский текстиль».